# Neferetnebti
Neferetnebti (puno ime Neferet-ha-nebti) je bila kraljica supruga drevnoga Egipta kao supruga faraona Sahure. Živjela je tijekom 5. dinastije. Bila je nazvana po Dvjema Damama, paru egipatskih božica koje su štitile faraona. Prikazana je sa svojim mužem i sinovima Raneferom i Nečerirenrom u hramu u Abusiru.

## Ime
| G16 | nfr | r&t | M16 |

Neferetnebtino ime na hijeroglifima

## Naslovi
- "Ona koja gleda Horusa i Seta"
- "Kraljeva žena, njegova voljena"